# Сиккинг, Мартен
Мартинюс Якобюс Мария (Мартен) Сиккинг (нидерл. Martinus Jacobus Maria (Maarten) Sikking, 13 февраля 1948, Берген-оп-Зом, Нидерланды — 5 мая 2009, Бали, Индонезия) — нидерландский хоккеист (хоккей на траве), вратарь, чемпион мира 1973 года.

## Биография
Мартен Сиккинг родился 13 февраля 1948 года в нидерландском городе Берген-оп-Зом.
Играл в хоккей на траве за клуб «Эйндховен».
В 1972 году вошёл в состав сборной Нидерландов по хоккею на траве на Олимпийских играх в Мюнхене, занявшей 4-е место. Играл на позиции вратаря, провёл 9 матчей, пропустил 14 мячей (по три от сборных Великобритании, ФРГ и Индии, по два — от Польши и Австралии, один — от Кении).
В 1976 году вошёл в состав сборной Нидерландов по хоккею на траве на Олимпийских играх в Монреале, занявшей 4-е место. Играл на позиции вратаря, провёл 9 матчей, пропустил 7 мячей (три от сборной Пакистана, два — от Новой Зеландии, по одному — от Индии и Австралии).
В 1973 году в составе сборной Нидерландов завоевал золотую медаль на чемпионате мира в Амстелвене. Сиккинг стал героем финального матча против сборной Индии (2:2, пен. 4:2): он отразил один пенальти в дополнительное время и ещё два в серии пенальти.
Кроме того, в 1978 году Сиккинг завоевал серебро чемпионата мира в Буэнос-Айресе. Также на его счету три награды чемпионатов Европы: серебро в 1970 году в Брюсселе и в 1978 году в Ганновере, бронза в 1974 году в Мадриде.
Не завоевав медалей на двух Олимпиадах, Сиккинг рассчитывал добиться награды в 1980 году на Играх в Москве, однако Нидерланды бойкотировали их. После этого Сиккинг завершил карьеру и сжёг свою форму.
В 1970—1980 годах провёл за сборную Нидерландов 123 матча.
После завершения игровой карьеры работал в сфере страхования, затем был владельцем пляжного павильона. Участвовал в благотворительных акциях в странах третьего мира. Последние годы жизни провёл на Бали в Индонезии, где встретил свою третью жену.
Умер 5 мая 2009 года на Бали.